# Ultraman Ace
Ultraman Ace (ウルトラマンA, Urutoraman Ēsu)  è una serie televisiva giapponese trasmessa dal 1972 al 1973. È un tokusatsu di fantascienza e kaijū.

## Trama
Yapool, una malvagia entità extradimensionale intende conquistare la Terra usando dei mostri di sua creazione chiamati Choju (超獣, letteralmente Super Mostri). Il primo Choju mandato sulla Terra, Verokron, devasta Tokyo e affronta la TAC, una squadra speciale creata per combattere contro i mostri. Durante la battaglia, due giovani Seiji Hokuto e Yuko Minami rimangono feriti mortalmente. Prima di morire, i due giovani vengono salvati dai cinque Ultra Fratelli, Ultraman, Zoffy, Ultraseven, Ultraman Jack e Ultraman Ace, che decidono di aiutarli perché hanno rischiato la vita per mettere al sicuro dei bambini e per cercare di sconfiggere Yapool. Ace decide di fondersi con i due giovani che saranno entrambi i suoi alter ego umani che si trasformeranno in Ultraman Ace unendo i due Ultra Ring. Durante il corso della serie Yapool non usa solo i Choju, ma si fa servire anche da altri alieni e da umani corrotti per poter distruggere Ultraman Ace e la TAC.
Dopo aver sconfitto Lunaticks, uno dei Choju più antichi, viene rivelato che Minami è la discendente di una razza aliena che viveva sulla Luna e diede il suo Ultra Ring a Hokuto prima di lasciare la Terra. Da allora, Hokuto è stato l'unico alter ego di Ultraman Ace.
Alla fine della serie, Yapool crea il potente Choju Jumbo King in un tentativo disperato di sconfiggere definitivamente Ultraman Ace ma fallisce miseramente, dopodiché Ultraman Ace fa ritorno nella Nebulosa M78, tornando occasionalmente sulla Terra per aiutare gli Ultraman successivi.

## Episodi
| Nº | Titolo in Inglese                                                    | Titolo Giapponese (Kanji)              | Titolo Giapponese (Romaji)                         | Diretto da                      | Scritto da                        | Data Originale | Kaiju Principali                       | Sinossi |
| -- | -------------------------------------------------------------------- | -------------------------------------- | -------------------------------------------------- | ------------------------------- | --------------------------------- | -------------- | -------------------------------------- | --- |
| 1  | Shine! The Five Ultra Brothers                                       | 輝け！ウルトラ五兄弟                   | Kagayake! Urutra Go Kyōdai                         | Masanori Kakehi, Kazuho Mitsuta | Shinichi Ichikawa                 | 07/04/1972     | Yapool, Verokron                       | Yapool, un essere di un'altra dimensione, invia il Terrible-Monster Verokron per conquistare la Terra. L'attacco di Verokron distrugge la città, uccidendo Seiji Hokuto e Yuko Minami. Ultraman Ace appare e li riporta in vita, donando loro gli Ultra Rings. |
| 2  | Surpass the Giant Terrible-Monster!                                  | 大超獣を越えてゆけ！                   | Dai Chōjū o Koeteyuke!                             | Masanori Kakehi                 | Shōzō Uehara, Kazuho Mitsuta      | 14/04/1972     | Chameleking                            | Un uovo d'oro dallo spazio e un uovo d'argento dalla terra si fondono a Tokyo. TAC attacca l'uovo con un laser, ma questo assorbe l'energia e nasce il Terrible-Monster Chameleking.                                                                           |
| 3  | Go Up in Flames! Terrible-Monster Hell                               | 燃えろ！超獣地獄                       | Moero! Chōjū Jigoku                                | Eizō Yamagiwa                   | Shigemitsu Taguchi                | 21/04/1972     | Vakishim                               | Minami, durante un pattugliamento, vede un Terrible-Monster attaccare un aereo passeggeri. TAC non vede il mostro, e conclude che l'incidente sia stato un incidente. Hokuto indaga per conto suo.                                                             |
| 4  | A 300-Million-Year-Old Terrible-Monster Appears!                     | 3億年超獣出現！                        | San'oku-nen Chōjū Shutsugen!                       | Eizō Yamagiwa                   | Shinichi Ichikawa                 | 28/04/1972     | Garan                                  | Gli Yapool prendono un pesce antico di 300 milioni di anni. Mikawa viene invitata a casa del fumettista Mushitaro Kuri, ma è una cospirazione degli Yapool. Il pesce viene trasformato nel mostro Garan.                                                       |
| 5  | The Giant-Ant Terrible-Monster vs. the Ultra Brothers                | 大蟻超獣対ウルトラ兄弟                 | Ōari Chōjū Tai Urutora Kyōdai                      | Tadashi Mafune                  | Shōzō Uehara                      | 05/05/1972     | Giron Man, Aribunta                    | Molte donne con gruppo sanguigno 0 vengono risucchiate in un'altra dimensione. TAC interviene, ma Ace viene catturato dall'Alien Giron. |
| 6  | Solve the Mystery of the Transforming Terrible-Monster!              | 変身超獣の謎を追え！                   | Henshin Chōjū no Nazo o Oe!                        | Tadashi Mafune                  | Shigemitsu Taguchi                | 12/05/1972     | Brocken                                | L'astronave Shinsei scompare dai radar. Il pilota Koyama torna vivo, ma è posseduto dal Terrible-Monster Brocken. Suo figlio Atsushi informa TAC. |
| 7  | Monster vs. Terrible-Monster vs. Alien                               | 怪獣対超獣対宇宙人                     | Kaijū Tai Chōjū Tai Uchūjin                        | Masanori Kakehi                 | Shinichi Ichikawa                 | 19/05/1972     | Alien Metron Jr., Doragory, Muruchi II | La Stella Misteriosa Goran si scontra con la Terra. TAC prepara il missile intercettore Maria 1, ma viene distrutto dall'Alien Metron Jr. |
| 8  | Life of the Sun Is the Life of Ace                                   | 太陽の命 エースの命                    | Taiyō no Inochi Ēsu no Inochi                      | Masanori Kakehi                 | Shōzō Uehara                      | 26/05/1972     | Alien Metron Jr., Doragory, Muruchi II | Alien Metron Jr., il Terrible-Monster Doragory e il mostro Muruchi tornano in vita. La stella Goran si avvicina sempre più alla Terra. |
| 9  | 100,000 Terrible-Monsters! Surprise Attack Plan                      | 超獣10万匹！奇襲計画                   | Chōjū Jūman-biki! Kishū Keikaku                    | Eizō Yamagiwa                   | Shinichi Ichikawa                 | 02/06/1972     | Gammas                                 | La fotografa Junko Samejima fotografa il Terrible-Monster Gamas. Gamas scompare, ma era tutto parte del suo piano. |
| 10 | Duel! Ultraman Ace vs. Hideki Go                                     | 決戦！エース対郷秀樹                   | Kessen! Ēsu Tai Gō Hideki                          | Eizō Yamagiwa                   | Shigemitsu Taguchi                | 09/06/1972     | Alien Antira, Zaigon                   | Il Terrible-Monster Zaigon arriva sulla Terra. Rumiko Murano e Jiro Sakata vengono salvati da Hideki Go. Hokuto lo trova sospetto. |
| 11 | Terrible-Monster Is Ten Women?                                       | 超獣は10人の女？                       | Chōjū wa Jū-nin no On'na?                          | Kazuo Hirano                    | Shōzō Uehara                      | 16/06/1972     | Yapool, Unitang                        | La base radar TAC n.3 viene attaccata dal Kunoichi Terrible-Monster Unitang. Hokuto sospetta delle 10 studentesse nelle vicinanze e inizia un'indagine. |
| 12 | The Red Flower of a Vicious Cactus                                   | サボテン地獄の赤い花                   | Saboten Jigoku no Akai Hana                        | Kazuo Hirano                    | Shōzō Uehara                      | 23/06/1972     | Sabotendar                             | Appare il Terrible-Monster Sabotendar, che viene sconfitto da Ace ma si trasforma in un fiore di cactus rosso per la sua resurrezione. |
| 13 | Death Penalty! 5 Ultra Brothers                                      | 死刑！ウルトラ5兄弟                    | Shikei! Urutora Go Kyōdai                          | Yasuo Yoshino                   | Shigemitsu Taguchi                | 30/06/1972     | Baraba                                 | Seiji e Yuko vedono l'Ultra Sign nel cielo. Ace si unisce ai suoi quattro fratelli, ma è una trappola degli Yapool. Il Terrible-Monster Baraba attacca la Terra.                                                                                               |
| 14 | 5 Stars Scattered in the Galaxy                                      | 銀河に散った5つの星                    | Ginga ni Chitta Itsutsu no Hoshi                   | Yasuo Yoshino                   | Shinichi Ichikawa                 | 07/07/1972     | Ace Killer, Baraba, Ace Robot          | Ace perde la battaglia e i suoi fratelli vengono presi in ostaggio. Gli Yapool danno vita ad Ace-Killer. |
| 15 | Summer Horror Series: Curse of the Black Crab                        | 夏の怪奇シリーズ 黒い蟹の呪い          | Natsu no Kaiki Shirīzu Kuroi Kani no Noroi         | Eizō Yamagiwa                   | Shigemitsu Taguchi                | 14/07/1972     | King Crab                              | Imano di TAC incontra un ragazzo che parla con un granchio a ferro di cavallo. Il granchio avverte dell'arrivo di un Terrible-Monster. |
| 16 | Summer Horror Series: Scary Story of the Cattle God-Man              | 夏の怪奇シリーズ 怪談・牛神男          | Natsu no Kaiki Shirīzu Kaidan Ushigami Otoko       | Eizō Yamagiwa                   | Toshirō Ishidō                    | 21/07/1972     | Cowra                                  | Yoshimura di TAC incontra un hippie che prende un anello da una collina sacra, trasformandosi in Cowra. |
| 17 | Summer Horror Series: Scary Story of the Demon Woman of Hotarugahara | 夏の怪奇シリーズ 怪談 ほたるヶ原の鬼女 | Natsu no Kaiki Shirīzu Kaidan Hotarugahara no Kijo | Tadashi Mafune                  | Shōzō Uehara                      | 28/07/1972     | She-Devil, Hotarunga                   | Molti incidenti avvengono a Hotarugahara. Yuko indaga e fa amicizia con Tamiko. |
| 18 | Give the Pigeon Back!                                                | 鳩を返せ！                             | Hato o Kaese!                                      | Tadashi Mafune                  | Shigemitsu Taguchi                | 04/08/1972     | Black Pigeon                           | Seiji e Yuko incontrano Saburo, un ragazzo che controlla i piccioni. Gli Yapool notano questo sviluppo. |
| 19 | The Mystery of the Haunted Kappa Mansion                             | 河童屋敷の謎                           | Kappa Yashiki no Nazo                              | Masanori Kakehi                 | Masao Saitō                       | 11/08/1972     | Android Couple, King Kappa             | Yasuo, un ragazzo bugiardo, vede il Terrible-Monster King Kappa trasformarsi nella piscina della famiglia Haruyama. |
| 20 | Stars of Youth Is the Stars of Two                                   | 青春の星 ふたりの星                    | Seishun no Hoshi Futari no Hosi                    | Masanori Kakehi                 | Shigemitsu Taguchi                | 18/08/1972     | Zemistlar                              | Hokuto vede una nave da crociera nello spazio e incontra Ichiro Shinoda. |
| 21 | I Saw a Vision of the Celestial Maiden!                              | 天女の幻を見た！                       | Ten'nyo no Maboroshi o Mita!                       | Eizō Yamagiwa                   | Toshirō Ishidō                    | 25/08/1972     | Aprasar                                | Una ragazza chiede a Ryu se può essere la sua domestica, ma è Celestial Maiden Aprasa, sfruttata dagli Yapool. |
| 22 | Vengeance Demon Yapool                                               | 復讐鬼ヤプール                         | Fukushūki Yapūru                                   | Eizō Yamagiwa                   | Shōzō Uehara                      | 01/09/1972     | Space Mask, Black Satan                | L'agente Yapool Space Mask si infiltra nel quartier generale di TAC. Mikawa viene ferita. Uno scultore di nome Sakai la aiuta, ma scolpisce modelli di mostri.                                                                                                 |
| 23 | A Game Changer! Here Comes Zoffy                                     | 逆転！ゾフィ只今参上                   | Gyakuten! Zofi Tadaima Sanjō                       | Tadashi Mafune                  | Tadashi Mafune                    | 08/09/1972     | Giant Yapool                           | Un uomo anziano fa il lavaggio del cervello ai bambini con una strana danza. Hokuto salta in un'altra dimensione. Inizia la battaglia finale con Yapool. |
| 24 | Behold! Midnight Transformation                                      | 見よ！真夜中の大変身                   | Miyo! Mayonakano Dai Henshin                       | Tadashi Mafune, Kazuo Hirano    | Tadashi Mafune                    | 15/09/1972     | Mazaronian, Mazarius, Yojo             | La madre di Kenta, Yoshiko, si comporta in modo strano dopo essere stata bagnata da una pioggia rossa. Parla con Mazarews come se fosse suo figlio. |
| 25 | Pyramid Is a Terrible-Monster's Nest!                                | ピラミットは超獣の巣だ！               | Piramitto wa Chōjū no Su da!                       | Masanori Kakehi                 | Masao Saitō                       | 22/09/1972     | Alien Orion, Sphinx                    | Una piramide appare nel mezzo di un parco giochi. I bambini cadono a terra dopo aver inalato il gas rosso. Michiru è l'unica rimasta in piedi. |
| 26 | Total Defeat! The 5 Ultra Brothers                                   | 全滅！ウルトラ5兄弟                    | Zenmetsu! Urutora Go Kyōdai                        | Masanori Kakehi                 | Shigemitsu Taguchi                | 29/09/1972     | Alien Hipporit                         | Alien Hipporit chiede di consegnare Ace. Ace viene trasformato in una statua di bronzo. I fratelli Ultra arrivano in soccorso. |
| 27 | Miracle! Father of Ultra                                             | 奇跡！ウルトラの父                     | Kiseki! Urutora no Chichi                          | Masanori Kakehi                 | Shigemitsu Taguchi                | 06/10/1972     | Alien Hipporit                         | Alien Hipporit sconfigge i 5 fratelli Ultra e ordina di arrendere la Terra. Padre Ultra appare. |
| 28 | Goodbye Yuko, Sister of the Moon                                     | さようなら夕子よ、月の妹よ             | Sayōnara Yūko yo, Tsuki no Imōto yo                | Eizō Yamagiwa                   | Toshirō Ishidō                    | 13/10/1972     | Lunaticks                              | Yuko si comporta in modo strano e mostra interesse per il mostro Lunaticks. Yuko mostra a Hokuto chi è realmente. |
| 29 | The 6th Ultraman Brother                                             | ウルトラ6番目の弟                      | Urutora Roku-banme no Otōto                        | Eizō Yamagiwa                   | Shūkei Nagasaka                   | 20/10/1972     | Undergroundmon, Gitagitanga            | Il Terrible-Monster Gitagitanga distrugge la zona industriale di Keihin, ma nessuno lo vede. Hokuto incontra Dan Umezu. |
| 30 | You Can See the Star of Ultra                                        | きみにも見えるウルトラの星             | Kimi ni mo Mieru Urutora no Hoshi                  | Makoto Okamura                  | Shigemitsu Taguchi                | 27/10/1972     | Red Jack                               | Una nuvola nera avvolge il cielo di Tokyo. Hokuto viene sospeso. Il Terrible-Monster Red Jack distrugge la città. |
| 31 | From Ultraseven to Ultraman Ace                                      | セブンからエースの手に                 | Sebun kara Ēsu no Te ni                            | Makoto Okamura                  | Masahiro Yamada                   | 03/11/1972     | Baktari                                | Un tapiro si trasforma nel Terrible-Monster Bakutari. Mentre Ace combatte, appare l'Ultra Sign di Ultraseven. |
| 32 | With Hopes in the Star of Ultra                                      | ウルトラの星に祈りを込めて             | Urutora no Hoshi ni Inori o Komete                 | Masanori Kakehi                 | Shigemitsu Taguchi                | 10/11/1972     | Coakes                                 | Hokuto quasi si schianta perché le sue orecchie iniziano a suonare. Dan informa TAC che Akira Hoshino è un Terrible-Monster. |
| 33 | Shoot That Airship!                                                  | あの気球船を撃て！                     | Ano Kikyūsen o Ute!                                | Masanori Kakehi                 | Toshirō Ishidō                    | 17/11/1972     | Bad Baalon                             | Si diffonde la voce che i bambini che vanno in mongolfiera diventano bravi bambini. TAC vuole attaccare la mongolfiera. |
| 34 | A Terrible-Monster Dances on a Rainbow Over the Sea                  | 海の虹に超獣が踊る                     | Umi no Niji ni Chōjū ga Odoru                      | Hiroshi Shimura                 | Shūkei Nagasaka                   | 24/11/1972     | Kaiteigagan                            | Hokuto incontra Yuji che colleziona conchiglie sulla spiaggia. Sono le squame di Uroko, un mostro infuriato dall'inquinamento. |
| 35 | A Gift from Zoffy                                                    | ゾフィからの贈りもの                   | Zofi kara no Okurimono                             | Takumi Furukawa                 | Keiji Kubota                      | 01/12/1972     | Dreamgillas                            | Yukio bagna il letto dopo aver sognato dei mostri. Hokuto lo sgrida. Zoffy fa la sua apparizione. |
| 36 | A Terrible-Monster Registering 10,000 Phons?                         | この超獣10,000ホーン？                 | Kono Chōjū Ichiman Hōn?                            | Masanori Kakehi                 | Shūkei Nagasaka                   | 08/12/1972     | Soundgillar                            | TAC fatica contro il mostro Soundgiller. Hokuto scopre che i movimenti del mostro sono collegati ad una gang di motociclisti. |
| 37 | Star of Friendship Forever                                           | 友情の星よ永遠に                       | Yūjō no Hoshi yo Eien ni                           | Masanori Kakehi                 | Fumio Ishimori                    | 15/12/1972     | Machless                               | L'amico di Hokuto, Kashima, ha un problema di equilibrio tra lavoro e vita privata. Durante il test della sua auto, appare il mostro Machles. |
| 38 | Resurrection! Father of Ultra                                        | 復活！ウルトラの父                     | Fukkatsu no Urutora no Chichi                      | Eizō Yamagiwa                   | Toshirō Ishidō                    | 22/12/1972     | Snowgiran, Namahage                    | Un Namahage, che detesta la cultura straniera, evoca un mostro. Hokuto sospetta di un Babbo Natale. |
| 39 | Seven's Life! Ace's Life!                                            | セブンの命！エースの命！               | Sebun no Inochi! Ēsu no Inochi!                    | Eizō Yamagiwa                   | Shigemitsu Taguchi                | 29/12/1972     | Alien Fire, Firemons                   | Lo zio di Dan, creduto morto, torna. È Alien Fire. Ace cade negli attacchi di Firemons, ma appare Ultraseven. |
| 40 | Return the Panda!                                                    | パンダを返して！                       | Panda o Kaeshite!                                  | Toshitsugu Suzuki               | Shigemitsu Taguchi                | 05/01/1973     | Alien Steal                            | Un uomo vestito di nero ruba giocattoli a tema panda. È Alien Steal che vuole rubare tutti i panda. |
| 41 | Winter Horror Series: Scary Story! Lion Drum                         | 冬の怪奇シリーズ 怪談！獅子太鼓        | Fuyu no Kaiki Shirīzu Kaidan! Shishi Daiko         | Toshitsugu Suzuki               | Toshirō Ishidō                    | 12/01/1973     | Kaimanda, Shishigoran                  | Shinta, mentre gioca con il leone Shishimai di suo padre, si trasforma nel Terrible-Monster Shishigoran. |
| 42 | Winter Horror Series: Mystery! Monster Woo Rises Again               | 冬の怪奇シリーズ 神秘！怪獣ウーの復活  | Fuyu no Kaiki Shirīzu Shinpi! Kaijū Ū no Fukkatsu  | Hidetaka Ueno                   | Shigemitsu Taguchi                | 19/01/1973     | Iceron, Woo II                         | Un padre e una figlia vengono attaccati dal mostro Iceron. Il mostro Woo appare per salvarli. |
| 43 | Winter Horror Series: Scary Story! Yeti's Cry                        | 冬の怪奇シリーズ 怪談 雪男の叫び！     | Fuyu no Kaiki Shirīzu Kaidan Yuki Otoko no Sakebi! | Hidetaka Ueno                   | Toshirō Ishidō                    | 26/01/1973     | Fubugirara                             | Hokuto sente di un yeti, ma è il mostro Fubugirara. |
| 44 | Setsubun Scary Story! Sparkling Beans                                | 節分怪談！光る豆                       | Setsubun Kaidan! Hikaru Mame                       | Masanori Kakehi                 | Fumio Ishimori                    | 02/02/1973     | Onidevil                               | Hokuto mangia una fava e perde le forze. È un piano del mostro Onidevil. Ace viene sconfitto e va a M78. |
| 45 | A Desperate Situation! Save Ace!                                     | 大ピンチ！エースを救え！               | Dai Pinchi! Ēsu o Sukue!                           | Masanori Kakehi                 | Toshirō Ishidō                    | 09/02/1973     | Gasgegon                               | Il satellite Giove 2 cade su un deposito di gas. È pieno di uova di Gasgegon. |
| 46 | Ride Over the Time Machine!                                          | タイムマシンを乗り越えろ！             | Taimu Mashin o Norikoero!                          | Takumi Furukawa                 | Toshirō Ishidō                    | 16/02/1973     | Daidarahoshi                           | Il mostro Daidarahoosi viaggia nello spazio-tempo. Hokuto e Ryu viaggiano nel tempo per salvarli. |
| 47 | Salamander's Curse!                                                  | 山椒魚の呪い！                         | Sanshōuo no Noroi!                                 | Takumi Furukawa                 | Toshirō Ishidō, Kiyokazu Yamamoto | 23/02/1973     | Hanzagiran                             | Un anziano e sua nipote vivono isolati dal villaggio. La loro salamandra si trasforma nel mostro Hanzagiran. |
| 48 | Revenge of Verokron                                                  | ベロクロンの復讐                       | Berokuron no Fukushū                               | Akiyasu Kikuchi                 | Shinichi Ichikawa                 | 02/03/1973     | Verokron II                            | Hokuto ha un mal di denti e un incubo su Verokron. Vede un fantasma di Verokron. |
| 49 | The Flying Jellyfish                                                 | 空飛ぶクラゲ                           | Sora Tobu Kurage                                   | Akiyasu Kikuchi                 | Toshirō Ishidō                    | 09/03/1973     | Univerlages, Aquarius                  | Una donna misteriosa arriva in un villaggio montano. I villaggi sono controllati dall'alieno Univerlages. |
| 50 | Tokyo Great Panic! The Mad Traffic Signals                           | 東京大混乱！狂った信号                 | Tōkyō Dai Konran! Kurutta Shingō                   | Kiyozumi Fukazawa               | Toshirō Ishidō                    | 16/03/1973     | Alien Revole, Signalion                | Hokuto ha un incidente stradale. Si verificano malfunzionamenti dei semafori. |
| 51 | The Life-Sucking Sound                                               | 命を吸う音                             | Inochi o Sū Oto                                    | Masanori Kakehi                 | Toshirō Ishidō                    | 23/03/1973     | Geegon                                 | Haruo non vuole le lezioni di violino e il suo violino diventa il mostro Geegon. |
| 52 | You Are the Ace of Tomorrow!                                         | 明日のエースは君だ！                   | Asu no Ēsu wa Kimi da!                             | Masanori Kakehi                 | Shinichi Ichikawa                 | 30/03/1973     | Alien Simon, Jumbo King                | TAC salva un giovane Alien Simon. Hokuto rivela la sua identità e lascia la Terra. |